# Assiminea woodmasoniana
Assiminea woodmasoniana е вид коремоного от семейство Assimineidae. Видът не е застрашен от изчезване.

## Разпространение
Разпространен е в Индия (Андхра Прадеш, Западна Бенгалия и Ориса).